# Daniel Phillips
Daniel Phillips (Sídney, 27 de enero de 1971) es un deportista australiano que compitió en vela en la clase 49er.
Ganó dos medallas de oro en el Campeonato Mundial de 49er, en los años 1997 y 1998. Participó en los Juegos Olímpicos de Sídney 2000, ocupando el sexto lugar en la clase 49er.

## Palmarés internacional
| \| Campeonato Mundial \| Campeonato Mundial \| Campeonato Mundial \| Campeonato Mundial \| \| Año \| Lugar \| Medalla \| Clase \| \| ------------------ \| ------------------ \| ------------------ \| ------------------ \| \| 1997 \| Perth (Australia) \| Medalla de oro \| 49er \| \| 1998 \| Bandol (Francia) \| Medalla de oro \| 49er \| |                   |                |       |
| Campeonato Mundial |                   |                |       |
| Año | Lugar             | Medalla        | Clase |
| 1997 | Perth (Australia) | Medalla de oro | 49er  |
| 1998 | Bandol (Francia)  | Medalla de oro | 49er  |